# Corynopuntia kunzei
Corynopuntia kunzei là một loài thực vật có hoa trong họ Cactaceae. Loài này được (Rose) M.P.Griff. mô tả khoa học đầu tiên năm 2002 publ. 2003.